# 正教徒

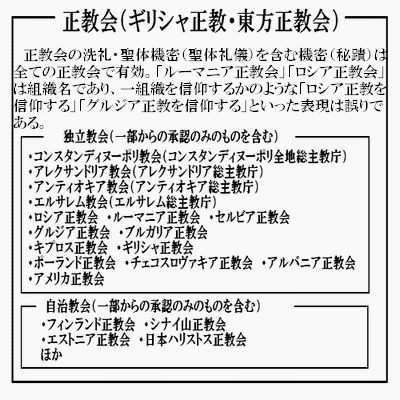
正教会の教会機構の図解。

正教徒（せいきょうと）とは、キリスト教の教派のひとつである正教の信者を意味する用語。正教信徒（せいきょうしんと）とも。日本ハリストス正教会でも頻繁に用いられる。一般には7つの全地公会議を認める諸教会（Eastern Orthodox）の信徒を指し、非カルケドン派（Oriental Orthodox）に所属する教会の信徒にはあまり用いられない。
グルジア正教会、ブルガリア正教会、セルビア正教会、ロシア正教会、ギリシャ正教会、ルーマニア正教会、日本正教会等、そのいずれもが正教会なのであり、同じ信仰を有している。
教義・教理は全く同じであり、機密（秘蹟）はいずれの教会のものも相互に有効であるとされ、いずれの教会に属する信徒も「正教徒」と呼ばれ、教会間の相互領聖は完全に行われており、フル・コミュニオンの関係にある。

## 注意すべき術語の運用・無難な表現

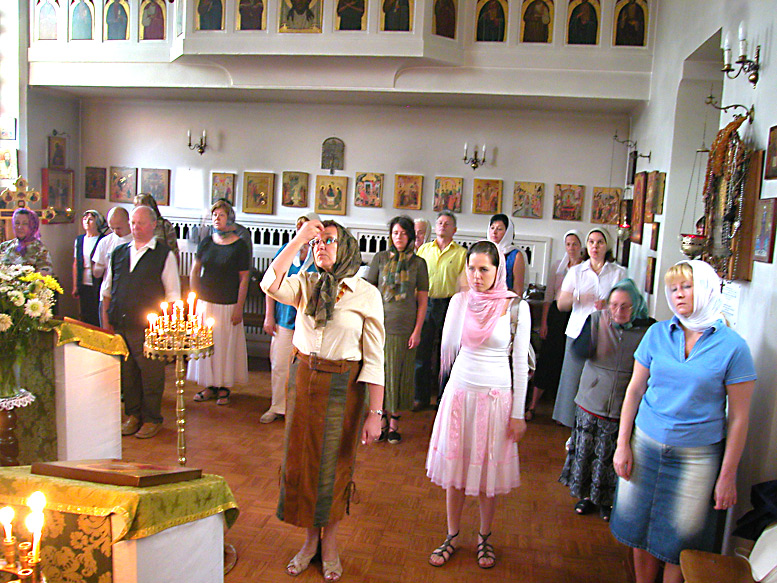
聖体礼儀中の光景。中央の女性が右手を所定の形に整えて額に付け、十字を画こうとしている。他に十字を画いている瞬間に撮影されたため右腕がブレて写っている信徒もいる。（デュッセルドルフの生神女庇護教会）

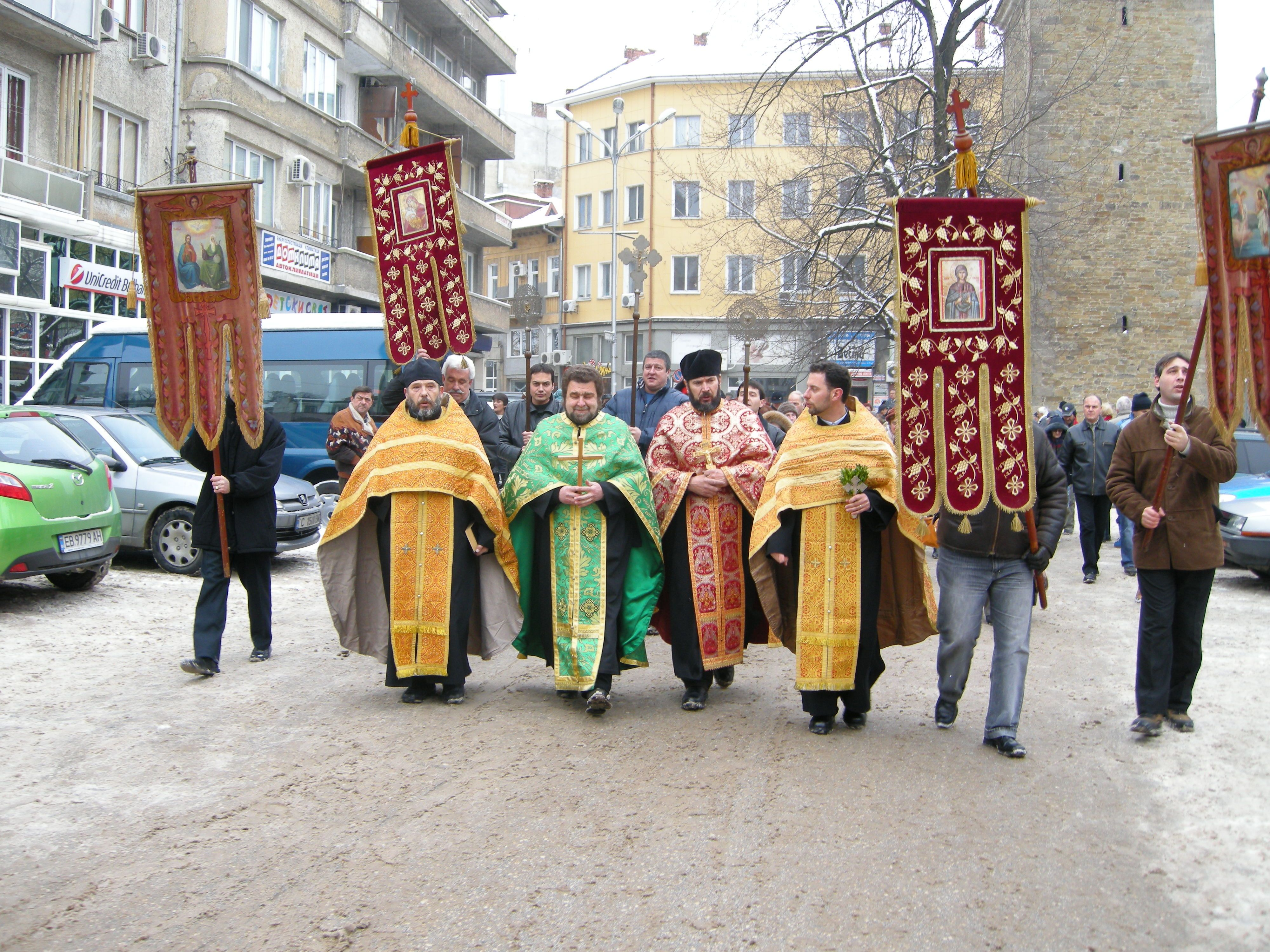
ブルガリア正教会での十字行。中央の祭服を着た4人は司祭。

「ロシア正教会信徒」「ギリシャ正教会信徒」「ロシア正教徒」「ギリシャ正教徒」などの表現が各種媒体でまま見られるが、これはあまり適切ではない。「ロシア正教会」「ギリシャ正教会」はロシア、ギリシャに存在する教会組織の名であって、教派を指し示す語ではないからである。
所属教会組織を明らかに記述する場合には「ロシア正教会に所属する正教徒」「ギリシャ正教会に所属する正教徒」などと記述する。
しかしながら所属教会組織は往々にして不明である事が多い。たとえば民族的にギリシャ人である者が多数もしくは要職を占める教区・正教会組織は数多くあるため（コンスタンディヌーポリ総主教庁、エルサレム総主教庁、アレクサンドリア総主教庁、ギリシャ正教会、キプロス正教会など）、民族的にギリシャ人であるからといって「ギリシャ正教会に所属する正教徒」とは限らない。他の例としては、民族的にロシア人であってもロシア正教会所属ではなく、在外ロシア正教会の所属であったり、モスクワ総主教庁系のウクライナ正教会に所属する信徒であったりするケースが挙げられる。
また、現地での主要な教区に帰属する事を選ぶなど、民族系統とは異なる教会に属しているケースも珍しくない。例えば日本正教会に所属する在日ロシア人、在日ルーマニア人、在日アメリカ人などが存在することにもみられる通り、「Ａ民族である」からといって「Ａ民族の強い正教会に所属する」とは限らない。
加えて、ウクライナ正教会のように、ロシア正教会と管轄を巡って紛争のある地域の正教徒の中には、「ロシア正教会信徒」と呼ばれると不快に思う者も居る。ロシア周辺地域のみならず、同様の例は他にもあり、バルカン半島諸国・諸地域において「ギリシャ正教会信徒」と呼ばれると不快に思う者も存在する。
従って多くの場合、「ロシア正教会信徒」「ギリシャ正教会信徒」と不明瞭かつ判断の難しい術語を使うよりは、単に「正教徒」と書く方が、デリケートな誤りを回避する上で無難である。